# Elecciones a las Juntas Generales del País Vasco de 1987
Las elecciones a las Juntas Generales del País Vasco de 1987 se celebraron el 10 de junio de 1987, eligiéndose a los miembros de las Juntas Generales de Álava, de Guipúzcoa y de Vizcaya. 
A lo largo de la misma jornada, se celebraron también elecciones a la mayoría de los Parlamentos Autonómicos de España (con excepción de los parlamentos de Euskadi, Galicia, Cataluña y Andalucía); a las Elecciones al Parlamento Europeo a los Cabildos Insulares canarios; a los Consejos Insulares de Baleares; y a los concejos de Navarra; así como las elecciones municipales.

## Candidatos
En la siguiente tabla se muestran los candidatos a las Juntas Generales del País Vasco, por parte de las formaciones políticas que contaban con representación antes de las elecciones:
| Territorio histórico y Diputado General en la anterior legislatura | Candidatos                                                                                    | Observaciones |
| ------------------------------------------------------------------ | --------------------------------------------------------------------------------------------- | ------------- |
| Álava Juan María Ollora (EAJ-PNV)                                  | - EA: - PSE: Fernando Buesa - EAJ-PNV: - HB: - AP: - EE: - CDS:                               |               |
| Guipúzcoa Imanol Murua Arregi (EA)                                 | - EA: Imanol Murua - HB: - PSE: - EAJ-PNV: Eli Galdós - EE: - AP: José Eugenio Azpiroz - CDS: |               |
| Vizcaya José María Makua (EAJ-PNV)                                 | - EAJ-PNV: José Alberto Pradera - PSE: - HB: - EA: - EE: - AP: - CDS:                         |               |

## Modificación de la ley electoral
El 27 de marzo de 1987, tres meses antes de la cita electoral, el Parlamento Vasco modificó el sistema electoral para las Juntas Generales por segunda legislatura consecutiva. Esta modificación respaldada por el PSE, EE y EA; y rechazada por el PNV y AP reducía el número de circunscripciones electorales de cada Territorio Histórico:
Álava pasó de siete a tres circunscripciones. Las antiguas circunscripciones de Zuya, Salvatierra, Añana, Campezo y Laguardia-Rioja Alavesa se unificaron para formar un único distrito electoral.
Guipúzcoa pasó de siete a cuatro circunscripciones. Las antiguas circunscripciones de Deba-Garaia, Deba-Bekoa y Urola se fusionaron en la circunscripción electoral de Deba-Urola. Del mismo modo, las antiguas circunscripciones de Tolosa y Goiherri se unificaron para formar el distrito electoral de Oria.
Vizcaya pasó de seis a cuatro circunscripciones. Las antiguas circunscripciones de Busturia y Uribe se fusionaron para formar la circunscripción electoral Busturia-Uribe. De la misma manera las antiguas circunscripciones de Arratia-Ibaialdeak y Durango se unificaron para formar la circunscripción de Durango-Arratia. El nuevo mapa electoral de Vizcaya es similar al mapa vigente entre 1979 y 1983.
| Modificación de las circunscripciones electorales                                                                                  |      |                                                                                                   |      |
| 1983 | 1983 | 1987                                                                                              | 1987 |
| Álava 51 procuradores - Añana: 2 - Ayala: 13 - Campezo: 2 - Laguardia-Rioja Alavesa: 4 - Salvatierra: 3 - Vitoria: 25 - Zuya: 2    |      | Álava 51 procuradores - Ayala: 7 - Vitoria: 38 - Zuya, Salvatierra, Añana, Campezo y Laguardia: 6 |      |
| Guipúzcoa 51 junteros - Bidasoa-Oihartzun: 10 - Deba Bekoa: 5 - Deba Garaia: 6 - Donostia: 14 - Goiherri: 6 - Tolosa: 5 - Urola: 5 |      | Guipúzcoa 51 junteros - Bidasoa-Oiartzun: 11 - Deba-Urola: 14 - Donostialdea: 16 - Oria: 10       |      |
| Vizcaya 51 apoderados - Arratia-Ibaialdeak: 7 - Bilbo: 14 - Busturia-Markina: 5 - Durango: 5 - Enkarterriak: 12 - Uribe: 8         |      | Vizcaya 51 apoderados - Bilbao: 16 - Busturia-Uribe: 12 - Durango-Arratia: 9 - Encartaciones: 14  |      |

## Resultados electorales
Para optar al reparto de escaños en una circunscripción, la candidatura debe obtener al menos el 3% de los votos válidos emitidos en dicha circunscripción.
El Diputado General es elegido por los miembros de las Juntas Generales una vez constituidas éstas (entre el 1 y el 25 de junio).
| ← Elecciones a las Juntas Generales del País Vasco de 1987 →                                         | |         |         |        |         |     |
| Territorio histórico                                                                                 | Diputado general y gobierno | Partido | Votos   | %      | Escaños | +/- |
| Álava 51 procuradores/as - Ayala: 7 - Vitoria: 38 - Zuya, Salvatierra, Añana, Campezo y Laguardia: 6 | - Diputado general: Fernando Buesa (PSE) - Gobierno: PSE (en minoría) - Censo: 197.546 - Abstención: 62.725 (31,75 %) - Nulos: 1.581 (1,17 %) - En blanco: 1.544 (1,15 %)                | EA      | 27.934  | 21,21% | 12      | 12  |
| Álava 51 procuradores/as - Ayala: 7 - Vitoria: 38 - Zuya, Salvatierra, Añana, Campezo y Laguardia: 6 | - Diputado general: Fernando Buesa (PSE) - Gobierno: PSE (en minoría) - Censo: 197.546 - Abstención: 62.725 (31,75 %) - Nulos: 1.581 (1,17 %) - En blanco: 1.544 (1,15 %)                | PSE     | 26.241  | 19,93% | 11      | 3   |
| Álava 51 procuradores/as - Ayala: 7 - Vitoria: 38 - Zuya, Salvatierra, Añana, Campezo y Laguardia: 6 | - Diputado general: Fernando Buesa (PSE) - Gobierno: PSE (en minoría) - Censo: 197.546 - Abstención: 62.725 (31,75 %) - Nulos: 1.581 (1,17 %) - En blanco: 1.544 (1,15 %)                | EAJ-PNV | 23.185  | 17,6%  | 10      | 13  |
| Álava 51 procuradores/as - Ayala: 7 - Vitoria: 38 - Zuya, Salvatierra, Añana, Campezo y Laguardia: 6 | - Diputado general: Fernando Buesa (PSE) - Gobierno: PSE (en minoría) - Censo: 197.546 - Abstención: 62.725 (31,75 %) - Nulos: 1.581 (1,17 %) - En blanco: 1.544 (1,15 %)                | HB      | 18.653  | 14,16% | 8       | 4   |
| Álava 51 procuradores/as - Ayala: 7 - Vitoria: 38 - Zuya, Salvatierra, Añana, Campezo y Laguardia: 6 | - Diputado general: Fernando Buesa (PSE) - Gobierno: PSE (en minoría) - Censo: 197.546 - Abstención: 62.725 (31,75 %) - Nulos: 1.581 (1,17 %) - En blanco: 1.544 (1,15 %)                | AP      | 12.320  | 9,35%  | 4       | 5   |
| Álava 51 procuradores/as - Ayala: 7 - Vitoria: 38 - Zuya, Salvatierra, Añana, Campezo y Laguardia: 6 | - Diputado general: Fernando Buesa (PSE) - Gobierno: PSE (en minoría) - Censo: 197.546 - Abstención: 62.725 (31,75 %) - Nulos: 1.581 (1,17 %) - En blanco: 1.544 (1,15 %)                | EE      | 10.666  | 8,1%   | 3       | 2   |
| Álava 51 procuradores/as - Ayala: 7 - Vitoria: 38 - Zuya, Salvatierra, Añana, Campezo y Laguardia: 6 | - Diputado general: Fernando Buesa (PSE) - Gobierno: PSE (en minoría) - Censo: 197.546 - Abstención: 62.725 (31,75 %) - Nulos: 1.581 (1,17 %) - En blanco: 1.544 (1,15 %)                | CDS     | 9.442   | 7,17%  | 3       | 3   |
| Guipúzcoa 51 junteros/as - Bidasoa-Oiartzun: 11 - Deba-Urola: 14 - Donostialdea: 16 - Oria: 10       | - Diputado general: Imanol Murua (EA) - Gobierno: EA (en minoría) - Censo: 522.561 - Abstención: 166.358 (31,84 %) - Nulos: 3.026 (0,85 %) - En blanco: 3.059 (0,86 %)                   | EA      | 85.800  | 24,51% | 16      | 16  |
| Guipúzcoa 51 junteros/as - Bidasoa-Oiartzun: 11 - Deba-Urola: 14 - Donostialdea: 16 - Oria: 10       | - Diputado general: Imanol Murua (EA) - Gobierno: EA (en minoría) - Censo: 522.561 - Abstención: 166.358 (31,84 %) - Nulos: 3.026 (0,85 %) - En blanco: 3.059 (0,86 %)                   | HB      | 84.104  | 24,02% | 14      | 4   |
| Guipúzcoa 51 junteros/as - Bidasoa-Oiartzun: 11 - Deba-Urola: 14 - Donostialdea: 16 - Oria: 10       | - Diputado general: Imanol Murua (EA) - Gobierno: EA (en minoría) - Censo: 522.561 - Abstención: 166.358 (31,84 %) - Nulos: 3.026 (0,85 %) - En blanco: 3.059 (0,86 %)                   | PSE     | 61.436  | 17,55% | 9       | 3   |
| Guipúzcoa 51 junteros/as - Bidasoa-Oiartzun: 11 - Deba-Urola: 14 - Donostialdea: 16 - Oria: 10       | - Diputado general: Imanol Murua (EA) - Gobierno: EA (en minoría) - Censo: 522.561 - Abstención: 166.358 (31,84 %) - Nulos: 3.026 (0,85 %) - En blanco: 3.059 (0,86 %)                   | EAJ-PNV | 50.139  | 14,32% | 6       | 19  |
| Guipúzcoa 51 junteros/as - Bidasoa-Oiartzun: 11 - Deba-Urola: 14 - Donostialdea: 16 - Oria: 10       | - Diputado general: Imanol Murua (EA) - Gobierno: EA (en minoría) - Censo: 522.561 - Abstención: 166.358 (31,84 %) - Nulos: 3.026 (0,85 %) - En blanco: 3.059 (0,86 %)                   | EE      | 40.577  | 11,59% | 5       | 2   |
| Guipúzcoa 51 junteros/as - Bidasoa-Oiartzun: 11 - Deba-Urola: 14 - Donostialdea: 16 - Oria: 10       | - Diputado general: Imanol Murua (EA) - Gobierno: EA (en minoría) - Censo: 522.561 - Abstención: 166.358 (31,84 %) - Nulos: 3.026 (0,85 %) - En blanco: 3.059 (0,86 %)                   | AP      | 18.080  | 5,16%  | 1       | =   |
| Guipúzcoa 51 junteros/as - Bidasoa-Oiartzun: 11 - Deba-Urola: 14 - Donostialdea: 16 - Oria: 10       | - Diputado general: Imanol Murua (EA) - Gobierno: EA (en minoría) - Censo: 522.561 - Abstención: 166.358 (31,84 %) - Nulos: 3.026 (0,85 %) - En blanco: 3.059 (0,86 %)                   | CDS     | 5.418   | 1,55%  | 0       | =   |
| Vizcaya 51 apoderados/as - Bilbao: 16 - Busturia-Uribe: 12 - Durango-Arratia: 9 - Encartaciones: 14  | - Diputado general: José Alberto Pradera (EAJ-PNV) - Gobierno: EAJ-PNV (en minoría) - Censo: 896.010 - Abstención: 297.060 (33,15 %) - Nulos: 5.578 (0,93 %) - En blanco: 6.404 (1,07 %) | EAJ-PNV | 161.899 | 27,58% | 16      | 10  |
| Vizcaya 51 apoderados/as - Bilbao: 16 - Busturia-Uribe: 12 - Durango-Arratia: 9 - Encartaciones: 14  | - Diputado general: José Alberto Pradera (EAJ-PNV) - Gobierno: EAJ-PNV (en minoría) - Censo: 896.010 - Abstención: 297.060 (33,15 %) - Nulos: 5.578 (0,93 %) - En blanco: 6.404 (1,07 %) | PSE     | 116.441 | 19,84% | 12      | 1   |
| Vizcaya 51 apoderados/as - Bilbao: 16 - Busturia-Uribe: 12 - Durango-Arratia: 9 - Encartaciones: 14  | - Diputado general: José Alberto Pradera (EAJ-PNV) - Gobierno: EAJ-PNV (en minoría) - Censo: 896.010 - Abstención: 297.060 (33,15 %) - Nulos: 5.578 (0,93 %) - En blanco: 6.404 (1,07 %) | HB      | 104.625 | 17,82% | 10      | 4   |
| Vizcaya 51 apoderados/as - Bilbao: 16 - Busturia-Uribe: 12 - Durango-Arratia: 9 - Encartaciones: 14  | - Diputado general: José Alberto Pradera (EAJ-PNV) - Gobierno: EAJ-PNV (en minoría) - Censo: 896.010 - Abstención: 297.060 (33,15 %) - Nulos: 5.578 (0,93 %) - En blanco: 6.404 (1,07 %) | EA      | 76.402  | 13,02% | 7       | 7   |
| Vizcaya 51 apoderados/as - Bilbao: 16 - Busturia-Uribe: 12 - Durango-Arratia: 9 - Encartaciones: 14  | - Diputado general: José Alberto Pradera (EAJ-PNV) - Gobierno: EAJ-PNV (en minoría) - Censo: 896.010 - Abstención: 297.060 (33,15 %) - Nulos: 5.578 (0,93 %) - En blanco: 6.404 (1,07 %) | EE      | 55.554  | 9,46%  | 4       | 2   |
| Vizcaya 51 apoderados/as - Bilbao: 16 - Busturia-Uribe: 12 - Durango-Arratia: 9 - Encartaciones: 14  | - Diputado general: José Alberto Pradera (EAJ-PNV) - Gobierno: EAJ-PNV (en minoría) - Censo: 896.010 - Abstención: 297.060 (33,15 %) - Nulos: 5.578 (0,93 %) - En blanco: 6.404 (1,07 %) | AP      | 36.493  | 6,22%  | 1       | 3   |
| Vizcaya 51 apoderados/as - Bilbao: 16 - Busturia-Uribe: 12 - Durango-Arratia: 9 - Encartaciones: 14  | - Diputado general: José Alberto Pradera (EAJ-PNV) - Gobierno: EAJ-PNV (en minoría) - Censo: 896.010 - Abstención: 297.060 (33,15 %) - Nulos: 5.578 (0,93 %) - En blanco: 6.404 (1,07 %) | CDS     | 21.896  | 3,73%  | 1       | 1   |
| Vizcaya 51 apoderados/as - Bilbao: 16 - Busturia-Uribe: 12 - Durango-Arratia: 9 - Encartaciones: 14  | - Diputado general: José Alberto Pradera (EAJ-PNV) - Gobierno: EAJ-PNV (en minoría) - Censo: 896.010 - Abstención: 297.060 (33,15 %) - Nulos: 5.578 (0,93 %) - En blanco: 6.404 (1,07 %) | IU-EB   | 6.944   | 1,18%  | 0       | =   |

## Resultados electorales por circunscripciones

### Álava
| ← Elecciones a las Juntas Generales de Álava de 1987 →             | |         |        |        |              |     |
| Cuadrilla                                                          | Censo | Partido | Votos  | %      | Procuradores | +/- |
| Ayala 7 procuradores (-6)a                                         | - Censo: 25.636 - Votantes: 18.681 (72,87 %) - Abstención: 6.955 (27,13 %) - Nulos: 216 (1,16 %) - Válidos: 18.465 - Blancos: 203 (1,09 %) - A candidaturas: 18.262 | HB      | 4.636  | 25,39% | 2            | =   |
| Ayala 7 procuradores (-6)a                                         | - Censo: 25.636 - Votantes: 18.681 (72,87 %) - Abstención: 6.955 (27,13 %) - Nulos: 216 (1,16 %) - Válidos: 18.465 - Blancos: 203 (1,09 %) - A candidaturas: 18.262 | EAJ-PNV | 4.333  | 23,73% | 2            | 4   |
| Ayala 7 procuradores (-6)a                                         | - Censo: 25.636 - Votantes: 18.681 (72,87 %) - Abstención: 6.955 (27,13 %) - Nulos: 216 (1,16 %) - Válidos: 18.465 - Blancos: 203 (1,09 %) - A candidaturas: 18.262 | EA      | 3.176  | 17,39% | 1            | 1   |
| Ayala 7 procuradores (-6)a                                         | - Censo: 25.636 - Votantes: 18.681 (72,87 %) - Abstención: 6.955 (27,13 %) - Nulos: 216 (1,16 %) - Válidos: 18.465 - Blancos: 203 (1,09 %) - A candidaturas: 18.262 | PSE     | 2.468  | 13,51% | 1            | 2   |
| Ayala 7 procuradores (-6)a                                         | - Censo: 25.636 - Votantes: 18.681 (72,87 %) - Abstención: 6.955 (27,13 %) - Nulos: 216 (1,16 %) - Válidos: 18.465 - Blancos: 203 (1,09 %) - A candidaturas: 18.262 | AP      | 1.741  | 9,53%  | 1            | 1   |
| Ayala 7 procuradores (-6)a                                         | - Censo: 25.636 - Votantes: 18.681 (72,87 %) - Abstención: 6.955 (27,13 %) - Nulos: 216 (1,16 %) - Válidos: 18.465 - Blancos: 203 (1,09 %) - A candidaturas: 18.262 | EE      | 1.258  | 6,89%  | 0            | =   |
| Ayala 7 procuradores (-6)a                                         | - Censo: 25.636 - Votantes: 18.681 (72,87 %) - Abstención: 6.955 (27,13 %) - Nulos: 216 (1,16 %) - Válidos: 18.465 - Blancos: 203 (1,09 %) - A candidaturas: 18.262 | CDS     | 723    | 3,96%  | 0            | =   |
| Vitoria-Gasteiz 38 procuradores (+13)b                             | - Censo: 145.106 - Votantes: 96.460 (66,48 %) - Abstención: 48.646 (33,52 %) - Nulos: 1.049 (1,09 %) - Válidos: 95.411 - Blancos: 1.167 (1,21 %) - A candidaturas:  | EA      | 22.387 | 23,75% | 10           | 10  |
| Vitoria-Gasteiz 38 procuradores (+13)b                             | - Censo: 145.106 - Votantes: 96.460 (66,48 %) - Abstención: 48.646 (33,52 %) - Nulos: 1.049 (1,09 %) - Válidos: 95.411 - Blancos: 1.167 (1,21 %) - A candidaturas:  | PSE     | 21.191 | 22,49% | 9            | =   |
| Vitoria-Gasteiz 38 procuradores (+13)b                             | - Censo: 145.106 - Votantes: 96.460 (66,48 %) - Abstención: 48.646 (33,52 %) - Nulos: 1.049 (1,09 %) - Válidos: 95.411 - Blancos: 1.167 (1,21 %) - A candidaturas:  | EAJ-PNV | 11.848 | 12,57% | 5            | 4   |
| Vitoria-Gasteiz 38 procuradores (+13)b                             | - Censo: 145.106 - Votantes: 96.460 (66,48 %) - Abstención: 48.646 (33,52 %) - Nulos: 1.049 (1,09 %) - Válidos: 95.411 - Blancos: 1.167 (1,21 %) - A candidaturas:  | HB      | 11.468 | 12,17% | 5            | 3   |
| Vitoria-Gasteiz 38 procuradores (+13)b                             | - Censo: 145.106 - Votantes: 96.460 (66,48 %) - Abstención: 48.646 (33,52 %) - Nulos: 1.049 (1,09 %) - Válidos: 95.411 - Blancos: 1.167 (1,21 %) - A candidaturas:  | AP      | 8.743  | 9,28%  | 3            | 1   |
| Vitoria-Gasteiz 38 procuradores (+13)b                             | - Censo: 145.106 - Votantes: 96.460 (66,48 %) - Abstención: 48.646 (33,52 %) - Nulos: 1.049 (1,09 %) - Válidos: 95.411 - Blancos: 1.167 (1,21 %) - A candidaturas:  | EE      | 8.412  | 8,93%  | 3            | 2   |
| Vitoria-Gasteiz 38 procuradores (+13)b                             | - Censo: 145.106 - Votantes: 96.460 (66,48 %) - Abstención: 48.646 (33,52 %) - Nulos: 1.049 (1,09 %) - Válidos: 95.411 - Blancos: 1.167 (1,21 %) - A candidaturas:  | CDS     | 8.114  | 8,61%  | 3            | 3   |
| Zuya, Salvatierra, Añana, Campezo y Laguardia 6 procuradores (-7)c | - Censo: 26.804 - Votantes: 19.680 (73,42 %) - Abstención: 7.124 (26,58 %) - Nulos: 316 (1,61 %) - Válidos: 19.364 - Blancos: 174 (0,88 %) - A candidaturas: 19.192 | EAJ-PNV | 7.004  | 36,49% | 3            | 5   |
| Zuya, Salvatierra, Añana, Campezo y Laguardia 6 procuradores (-7)c | - Censo: 26.804 - Votantes: 19.680 (73,42 %) - Abstención: 7.124 (26,58 %) - Nulos: 316 (1,61 %) - Válidos: 19.364 - Blancos: 174 (0,88 %) - A candidaturas: 19.192 | PSE     | 2.582  | 13,45% | 1            | 1   |
| Zuya, Salvatierra, Añana, Campezo y Laguardia 6 procuradores (-7)c | - Censo: 26.804 - Votantes: 19.680 (73,42 %) - Abstención: 7.124 (26,58 %) - Nulos: 316 (1,61 %) - Válidos: 19.364 - Blancos: 174 (0,88 %) - A candidaturas: 19.192 | HB      | 2.549  | 13,28% | 1            | 1   |
| Zuya, Salvatierra, Añana, Campezo y Laguardia 6 procuradores (-7)c | - Censo: 26.804 - Votantes: 19.680 (73,42 %) - Abstención: 7.124 (26,58 %) - Nulos: 316 (1,61 %) - Válidos: 19.364 - Blancos: 174 (0,88 %) - A candidaturas: 19.192 | EA      | 2.371  | 12,35% | 1            | 1   |
| Zuya, Salvatierra, Añana, Campezo y Laguardia 6 procuradores (-7)c | - Censo: 26.804 - Votantes: 19.680 (73,42 %) - Abstención: 7.124 (26,58 %) - Nulos: 316 (1,61 %) - Válidos: 19.364 - Blancos: 174 (0,88 %) - A candidaturas: 19.192 | AP      | 1.836  | 9,57%  | 0            | 3   |
| Zuya, Salvatierra, Añana, Campezo y Laguardia 6 procuradores (-7)c | - Censo: 26.804 - Votantes: 19.680 (73,42 %) - Abstención: 7.124 (26,58 %) - Nulos: 316 (1,61 %) - Válidos: 19.364 - Blancos: 174 (0,88 %) - A candidaturas: 19.192 | AITE    | 1.196  | 6,23%  | 0            | =   |
| Zuya, Salvatierra, Añana, Campezo y Laguardia 6 procuradores (-7)c | - Censo: 26.804 - Votantes: 19.680 (73,42 %) - Abstención: 7.124 (26,58 %) - Nulos: 316 (1,61 %) - Válidos: 19.364 - Blancos: 174 (0,88 %) - A candidaturas: 19.192 | EE      | 996    | 5,19%  | 0            | =   |
| Zuya, Salvatierra, Añana, Campezo y Laguardia 6 procuradores (-7)c | - Censo: 26.804 - Votantes: 19.680 (73,42 %) - Abstención: 7.124 (26,58 %) - Nulos: 316 (1,61 %) - Válidos: 19.364 - Blancos: 174 (0,88 %) - A candidaturas: 19.192 | CDS     | 605    | 3,15%  | 0            | =   |

a Seis procuradores menos respecto de 1983.

b Trece procuradores más respecto de 1983.

c Siete procuradores menos respecto de las antiguas circunscripciones de Zuya, Salvatierra, Añana, Campezo y Lagurdia-Rioja Alavesa de 1983.

### Guipúzcoa
| ← Elecciones a las Juntas Generales de Guipúzcoa de 1987 → | |         |        |        |          |     |
| Comarcas                                                   | Censo | Partido | Votos  | %      | Junteros | +/- |
| Bidasoa-Oiartzun 11 junteros (+1)a                         | - Censo: 106.272 - Votantes: 68.869 (64,8 %) - Abstención: 37.403 (35,2 %) - Nulos: 691 (1 %) - Válidos: 68.178 - Blancos: 678 (0,98 %) - A candidaturas: 67.500         | HB      | 17.182 | 25,45% | 3        | 1   |
| Bidasoa-Oiartzun 11 junteros (+1)a                         | - Censo: 106.272 - Votantes: 68.869 (64,8 %) - Abstención: 37.403 (35,2 %) - Nulos: 691 (1 %) - Válidos: 68.178 - Blancos: 678 (0,98 %) - A candidaturas: 67.500         | PSE     | 17.099 | 25,33% | 3        | 1   |
| Bidasoa-Oiartzun 11 junteros (+1)a                         | - Censo: 106.272 - Votantes: 68.869 (64,8 %) - Abstención: 37.403 (35,2 %) - Nulos: 691 (1 %) - Válidos: 68.178 - Blancos: 678 (0,98 %) - A candidaturas: 67.500         | EA      | 13.540 | 20,06% | 3        | 3   |
| Bidasoa-Oiartzun 11 junteros (+1)a                         | - Censo: 106.272 - Votantes: 68.869 (64,8 %) - Abstención: 37.403 (35,2 %) - Nulos: 691 (1 %) - Válidos: 68.178 - Blancos: 678 (0,98 %) - A candidaturas: 67.500         | EE      | 8.030  | 11,9%  | 1        | =   |
| Bidasoa-Oiartzun 11 junteros (+1)a                         | - Censo: 106.272 - Votantes: 68.869 (64,8 %) - Abstención: 37.403 (35,2 %) - Nulos: 691 (1 %) - Válidos: 68.178 - Blancos: 678 (0,98 %) - A candidaturas: 67.500         | EAJ-PNV | 5.567  | 8,25%  | 1        | 2   |
| Bidasoa-Oiartzun 11 junteros (+1)a                         | - Censo: 106.272 - Votantes: 68.869 (64,8 %) - Abstención: 37.403 (35,2 %) - Nulos: 691 (1 %) - Válidos: 68.178 - Blancos: 678 (0,98 %) - A candidaturas: 67.500         | AP      | 3.009  | 4,46%  | 0        | =   |
| Bidasoa-Oiartzun 11 junteros (+1)a                         | - Censo: 106.272 - Votantes: 68.869 (64,8 %) - Abstención: 37.403 (35,2 %) - Nulos: 691 (1 %) - Válidos: 68.178 - Blancos: 678 (0,98 %) - A candidaturas: 67.500         | CDS     | 2.154  | 3,19%  | 0        | =   |
| Bidasoa-Oiartzun 11 junteros (+1)a                         | - Censo: 106.272 - Votantes: 68.869 (64,8 %) - Abstención: 37.403 (35,2 %) - Nulos: 691 (1 %) - Válidos: 68.178 - Blancos: 678 (0,98 %) - A candidaturas: 67.500         | EB-B    | 515    | 0,76%  | 0        | =   |
| Deba-Urola 14 junteros (-2)b                               | - Censo: 146.786 - Votantes: 105.957 (72,18 %) - Abstención: 40.829 (27,82 %) - Nulos: 779 (0,74 %) - Válidos: 105.178 - Blancos: 875 (0,83 %) - A candidaturas: 104.303 | EA      | 26.105 | 25,03% | 4        | 4   |
| Deba-Urola 14 junteros (-2)b                               | - Censo: 146.786 - Votantes: 105.957 (72,18 %) - Abstención: 40.829 (27,82 %) - Nulos: 779 (0,74 %) - Válidos: 105.178 - Blancos: 875 (0,83 %) - A candidaturas: 104.303 | HB      | 24.618 | 23,6%  | 4        | 1   |
| Deba-Urola 14 junteros (-2)b                               | - Censo: 146.786 - Votantes: 105.957 (72,18 %) - Abstención: 40.829 (27,82 %) - Nulos: 779 (0,74 %) - Válidos: 105.178 - Blancos: 875 (0,83 %) - A candidaturas: 104.303 | EAJ-PNV | 24.432 | 23,42% | 3        | 8   |
| Deba-Urola 14 junteros (-2)b                               | - Censo: 146.786 - Votantes: 105.957 (72,18 %) - Abstención: 40.829 (27,82 %) - Nulos: 779 (0,74 %) - Válidos: 105.178 - Blancos: 875 (0,83 %) - A candidaturas: 104.303 | PSE     | 14.872 | 14,26% | 2        | =   |
| Deba-Urola 14 junteros (-2)b                               | - Censo: 146.786 - Votantes: 105.957 (72,18 %) - Abstención: 40.829 (27,82 %) - Nulos: 779 (0,74 %) - Válidos: 105.178 - Blancos: 875 (0,83 %) - A candidaturas: 104.303 | EE      | 9.775  | 9,37%  | 1        | 1   |
| Deba-Urola 14 junteros (-2)b                               | - Censo: 146.786 - Votantes: 105.957 (72,18 %) - Abstención: 40.829 (27,82 %) - Nulos: 779 (0,74 %) - Válidos: 105.178 - Blancos: 875 (0,83 %) - A candidaturas: 104.303 | AP      | 3.661  | 3,51%  | 0        | =   |
| Deba-Urola 14 junteros (-2)b                               | - Censo: 146.786 - Votantes: 105.957 (72,18 %) - Abstención: 40.829 (27,82 %) - Nulos: 779 (0,74 %) - Válidos: 105.178 - Blancos: 875 (0,83 %) - A candidaturas: 104.303 | IU-EB   | 476    | 0,46%  | 0        | =   |
| Donostialdea 16 junteros (+2)c                             | - Censo: 170.434 - Votantes: 110.466 (64,81 %) - Abstención: 59.968 (35,19 %) - Nulos: 945 (0,86 %) - Válidos: 109.521 - Blancos: 840 (0,76 %) - A candidaturas: 108.681 | EA      | 26.183 | 24,09% | 5        | 5   |
| Donostialdea 16 junteros (+2)c                             | - Censo: 170.434 - Votantes: 110.466 (64,81 %) - Abstención: 59.968 (35,19 %) - Nulos: 945 (0,86 %) - Válidos: 109.521 - Blancos: 840 (0,76 %) - A candidaturas: 108.681 | HB      | 24.677 | 22,71% | 4        | 1   |
| Donostialdea 16 junteros (+2)c                             | - Censo: 170.434 - Votantes: 110.466 (64,81 %) - Abstención: 59.968 (35,19 %) - Nulos: 945 (0,86 %) - Válidos: 109.521 - Blancos: 840 (0,76 %) - A candidaturas: 108.681 | PSE     | 20.338 | 18,71% | 3        | 1   |
| Donostialdea 16 junteros (+2)c                             | - Censo: 170.434 - Votantes: 110.466 (64,81 %) - Abstención: 59.968 (35,19 %) - Nulos: 945 (0,86 %) - Válidos: 109.521 - Blancos: 840 (0,76 %) - A candidaturas: 108.681 | EE      | 13.339 | 12,27% | 2        | 1   |
| Donostialdea 16 junteros (+2)c                             | - Censo: 170.434 - Votantes: 110.466 (64,81 %) - Abstención: 59.968 (35,19 %) - Nulos: 945 (0,86 %) - Válidos: 109.521 - Blancos: 840 (0,76 %) - A candidaturas: 108.681 | EAJ-PNV | 10.170 | 9,36%  | 1        | 4   |
| Donostialdea 16 junteros (+2)c                             | - Censo: 170.434 - Votantes: 110.466 (64,81 %) - Abstención: 59.968 (35,19 %) - Nulos: 945 (0,86 %) - Válidos: 109.521 - Blancos: 840 (0,76 %) - A candidaturas: 108.681 | AP      | 9.208  | 8,47%  | 1        | =   |
| Donostialdea 16 junteros (+2)c                             | - Censo: 170.434 - Votantes: 110.466 (64,81 %) - Abstención: 59.968 (35,19 %) - Nulos: 945 (0,86 %) - Válidos: 109.521 - Blancos: 840 (0,76 %) - A candidaturas: 108.681 | CDS     | 3.264  | 3%     | 0        | =   |
| Oria 10 junteros (-1)d                                     | - Censo: 99.069 - Votantes: 70.911 (71,58 %) - Abstención: 28.158 (28,42 %) - Nulos: 611 (0,86 %) - Válidos: - Blancos: 666 (0,94 %) - A candidaturas: 69.634            | EA      | 19.972 | 28,68% | 4        | 4   |
| Oria 10 junteros (-1)d                                     | - Censo: 99.069 - Votantes: 70.911 (71,58 %) - Abstención: 28.158 (28,42 %) - Nulos: 611 (0,86 %) - Válidos: - Blancos: 666 (0,94 %) - A candidaturas: 69.634            | HB      | 17.627 | 25,31% | 3        | 1   |
| Oria 10 junteros (-1)d                                     | - Censo: 99.069 - Votantes: 70.911 (71,58 %) - Abstención: 28.158 (28,42 %) - Nulos: 611 (0,86 %) - Válidos: - Blancos: 666 (0,94 %) - A candidaturas: 69.634            | EAJ-PNV | 9.970  | 14,32% | 1        | 5   |
| Oria 10 junteros (-1)d                                     | - Censo: 99.069 - Votantes: 70.911 (71,58 %) - Abstención: 28.158 (28,42 %) - Nulos: 611 (0,86 %) - Válidos: - Blancos: 666 (0,94 %) - A candidaturas: 69.634            | EE      | 9.433  | 13,55% | 1        | =   |
| Oria 10 junteros (-1)d                                     | - Censo: 99.069 - Votantes: 70.911 (71,58 %) - Abstención: 28.158 (28,42 %) - Nulos: 611 (0,86 %) - Válidos: - Blancos: 666 (0,94 %) - A candidaturas: 69.634            | PSE     | 9.127  | 13,11% | 1        | 1   |
| Oria 10 junteros (-1)d                                     | - Censo: 99.069 - Votantes: 70.911 (71,58 %) - Abstención: 28.158 (28,42 %) - Nulos: 611 (0,86 %) - Válidos: - Blancos: 666 (0,94 %) - A candidaturas: 69.634            | AP      | 2.202  | 3,16%  | 0        | =   |

a Un juntero más respecto de 1983.

b Dos junteros menos respecto de las antiguas circunscripciones de Deva-Bekoa, Deba-Garaia y Urola de 1983.

c Dos junteros más respecto de 1983.

d Un juntero menos respecto de las antiguas circunscripciones de Goiherri y Tolosa de 1983.

### Vizcaya
| ← Elecciones a las Juntas Generales de Vizcaya de 1987 → | |         |        |        |            |     |
| Comarcas                                                 | Censo | Partido | Votos  | %      | Apoderados | +/- |
| Bilbao 17 apoderados (+3)a                               | - Censo: 299.087 - Votantes: 190.361 (63,65 %) - Abstención: 108.726 (36,35 %) - Nulos: 1.880 (0,99 %) - Válidos: 188.481 - Blancos: 1.723 (0,91 %) - A candidaturas: 186.758 | EAJ-PNV | 52.004 | 27,85% | 5          | 1   |
| Bilbao 17 apoderados (+3)a                               | - Censo: 299.087 - Votantes: 190.361 (63,65 %) - Abstención: 108.726 (36,35 %) - Nulos: 1.880 (0,99 %) - Válidos: 188.481 - Blancos: 1.723 (0,91 %) - A candidaturas: 186.758 | PSE     | 37.477 | 20,07% | 4          | =   |
| Bilbao 17 apoderados (+3)a                               | - Censo: 299.087 - Votantes: 190.361 (63,65 %) - Abstención: 108.726 (36,35 %) - Nulos: 1.880 (0,99 %) - Válidos: 188.481 - Blancos: 1.723 (0,91 %) - A candidaturas: 186.758 | HB      | 28.152 | 15,07% | 3          | 2   |
| Bilbao 17 apoderados (+3)a                               | - Censo: 299.087 - Votantes: 190.361 (63,65 %) - Abstención: 108.726 (36,35 %) - Nulos: 1.880 (0,99 %) - Válidos: 188.481 - Blancos: 1.723 (0,91 %) - A candidaturas: 186.758 | EA      | 20.113 | 10,77% | 2          | 2   |
| Bilbao 17 apoderados (+3)a                               | - Censo: 299.087 - Votantes: 190.361 (63,65 %) - Abstención: 108.726 (36,35 %) - Nulos: 1.880 (0,99 %) - Válidos: 188.481 - Blancos: 1.723 (0,91 %) - A candidaturas: 186.758 | EE      | 18.482 | 9,9%   | 1          | =   |
| Bilbao 17 apoderados (+3)a                               | - Censo: 299.087 - Votantes: 190.361 (63,65 %) - Abstención: 108.726 (36,35 %) - Nulos: 1.880 (0,99 %) - Válidos: 188.481 - Blancos: 1.723 (0,91 %) - A candidaturas: 186.758 | AP      | 17.474 | 9,36%  | 1          | 1   |
| Bilbao 17 apoderados (+3)a                               | - Censo: 299.087 - Votantes: 190.361 (63,65 %) - Abstención: 108.726 (36,35 %) - Nulos: 1.880 (0,99 %) - Válidos: 188.481 - Blancos: 1.723 (0,91 %) - A candidaturas: 186.758 | CDS     | 9.642  | 5,16%  | 1          | 1   |
| Bilbao 17 apoderados (+3)a                               | - Censo: 299.087 - Votantes: 190.361 (63,65 %) - Abstención: 108.726 (36,35 %) - Nulos: 1.880 (0,99 %) - Válidos: 188.481 - Blancos: 1.723 (0,91 %) - A candidaturas: 186.758 | IU-EB   | 1.406  | 0,75%  | 0          | =   |
| Busturia-Uribe 11 apoderados (-2)b                       | - Censo: 190.672 - Votantes: 131.997 (69,23 %) - Abstención: 58.675 (30,77 %) - Nulos: 1.192 (0,9 %) - Válidos: 130.805 - Blancos: 980 (0,74 %) - A candidaturas: 129.825     | EAJ-PNV | 46.271 | 35,64% | 5          | 4   |
| Busturia-Uribe 11 apoderados (-2)b                       | - Censo: 190.672 - Votantes: 131.997 (69,23 %) - Abstención: 58.675 (30,77 %) - Nulos: 1.192 (0,9 %) - Válidos: 130.805 - Blancos: 980 (0,74 %) - A candidaturas: 129.825     | HB      | 27.274 | 21,01% | 2          | =   |
| Busturia-Uribe 11 apoderados (-2)b                       | - Censo: 190.672 - Votantes: 131.997 (69,23 %) - Abstención: 58.675 (30,77 %) - Nulos: 1.192 (0,9 %) - Válidos: 130.805 - Blancos: 980 (0,74 %) - A candidaturas: 129.825     | EA      | 22.578 | 17,39% | 2          | 2   |
| Busturia-Uribe 11 apoderados (-2)b                       | - Censo: 190.672 - Votantes: 131.997 (69,23 %) - Abstención: 58.675 (30,77 %) - Nulos: 1.192 (0,9 %) - Válidos: 130.805 - Blancos: 980 (0,74 %) - A candidaturas: 129.825     | PSE     | 12.098 | 9,32%  | 1          | =   |
| Busturia-Uribe 11 apoderados (-2)b                       | - Censo: 190.672 - Votantes: 131.997 (69,23 %) - Abstención: 58.675 (30,77 %) - Nulos: 1.192 (0,9 %) - Válidos: 130.805 - Blancos: 980 (0,74 %) - A candidaturas: 129.825     | EE      | 11.043 | 8,51%  | 1          | 1   |
| Busturia-Uribe 11 apoderados (-2)b                       | - Censo: 190.672 - Votantes: 131.997 (69,23 %) - Abstención: 58.675 (30,77 %) - Nulos: 1.192 (0,9 %) - Válidos: 130.805 - Blancos: 980 (0,74 %) - A candidaturas: 129.825     | AP      | 7.149  | 5,51%  | 0          | =   |
| Busturia-Uribe 11 apoderados (-2)b                       | - Censo: 190.672 - Votantes: 131.997 (69,23 %) - Abstención: 58.675 (30,77 %) - Nulos: 1.192 (0,9 %) - Válidos: 130.805 - Blancos: 980 (0,74 %) - A candidaturas: 129.825     | CDS     | 2.455  | 1,89%  | 0          | =   |
| Durango-Arratia 9 apoderados (-3)c                       | - Censo: 155.044 - Votantes: 110.702 (71,4 %) - Abstención: 44.342 (28,6 %) - Nulos: 988 (0,89 %) - Válidos: 109.714 - Blancos: 992 (0,9 %) - A candidaturas: 108.722         | EAJ-PNV | 30.563 | 28,11% | 3          | 4   |
| Durango-Arratia 9 apoderados (-3)c                       | - Censo: 155.044 - Votantes: 110.702 (71,4 %) - Abstención: 44.342 (28,6 %) - Nulos: 988 (0,89 %) - Válidos: 109.714 - Blancos: 992 (0,9 %) - A candidaturas: 108.722         | HB      | 21.738 | 19,99% | 2          | =   |
| Durango-Arratia 9 apoderados (-3)c                       | - Censo: 155.044 - Votantes: 110.702 (71,4 %) - Abstención: 44.342 (28,6 %) - Nulos: 988 (0,89 %) - Válidos: 109.714 - Blancos: 992 (0,9 %) - A candidaturas: 108.722         | PSE     | 21.342 | 19,63% | 2          | 1   |
| Durango-Arratia 9 apoderados (-3)c                       | - Censo: 155.044 - Votantes: 110.702 (71,4 %) - Abstención: 44.342 (28,6 %) - Nulos: 988 (0,89 %) - Válidos: 109.714 - Blancos: 992 (0,9 %) - A candidaturas: 108.722         | EA      | 15.971 | 14,69% | 1          | 1   |
| Durango-Arratia 9 apoderados (-3)c                       | - Censo: 155.044 - Votantes: 110.702 (71,4 %) - Abstención: 44.342 (28,6 %) - Nulos: 988 (0,89 %) - Válidos: 109.714 - Blancos: 992 (0,9 %) - A candidaturas: 108.722         | EE      | 9.239  | 8,5%   | 1          | 1   |
| Durango-Arratia 9 apoderados (-3)c                       | - Censo: 155.044 - Votantes: 110.702 (71,4 %) - Abstención: 44.342 (28,6 %) - Nulos: 988 (0,89 %) - Válidos: 109.714 - Blancos: 992 (0,9 %) - A candidaturas: 108.722         | AP      | 4.319  | 3,97%  | 0          | =   |
| Durango-Arratia 9 apoderados (-3)c                       | - Censo: 155.044 - Votantes: 110.702 (71,4 %) - Abstención: 44.342 (28,6 %) - Nulos: 988 (0,89 %) - Válidos: 109.714 - Blancos: 992 (0,9 %) - A candidaturas: 108.722         | CDS     | 2.825  | 2,6%   | 0          | =   |
| Encartaciones 14 apoderados (+2)d                        | - Censo: 251.207 - Votantes: 165.890 (66,04 %) - Abstención: 85.317 (33,96 %) - Nulos: 1.518 (0,92 %) - Válidos: 164.372 - Blancos: 2.709 (1,63 %) - A candidaturas: 161.663  | PSE     | 45.524 | 28,16% | 5          | =   |
| Encartaciones 14 apoderados (+2)d                        | - Censo: 251.207 - Votantes: 165.890 (66,04 %) - Abstención: 85.317 (33,96 %) - Nulos: 1.518 (0,92 %) - Válidos: 164.372 - Blancos: 2.709 (1,63 %) - A candidaturas: 161.663  | EAJ-PNV | 33.061 | 20,45% | 3          | 1   |
| Encartaciones 14 apoderados (+2)d                        | - Censo: 251.207 - Votantes: 165.890 (66,04 %) - Abstención: 85.317 (33,96 %) - Nulos: 1.518 (0,92 %) - Válidos: 164.372 - Blancos: 2.709 (1,63 %) - A candidaturas: 161.663  | HB      | 27.461 | 16,99% | 3          | 2   |
| Encartaciones 14 apoderados (+2)d                        | - Censo: 251.207 - Votantes: 165.890 (66,04 %) - Abstención: 85.317 (33,96 %) - Nulos: 1.518 (0,92 %) - Válidos: 164.372 - Blancos: 2.709 (1,63 %) - A candidaturas: 161.663  | EA      | 17.740 | 10,97% | 2          | 2   |
| Encartaciones 14 apoderados (+2)d                        | - Censo: 251.207 - Votantes: 165.890 (66,04 %) - Abstención: 85.317 (33,96 %) - Nulos: 1.518 (0,92 %) - Válidos: 164.372 - Blancos: 2.709 (1,63 %) - A candidaturas: 161.663  | EE      | 16.790 | 10,39% | 1          | =   |
| Encartaciones 14 apoderados (+2)d                        | - Censo: 251.207 - Votantes: 165.890 (66,04 %) - Abstención: 85.317 (33,96 %) - Nulos: 1.518 (0,92 %) - Válidos: 164.372 - Blancos: 2.709 (1,63 %) - A candidaturas: 161.663  | AP      | 7.551  | 4,67%  | 0          | 1   |
| Encartaciones 14 apoderados (+2)d                        | - Censo: 251.207 - Votantes: 165.890 (66,04 %) - Abstención: 85.317 (33,96 %) - Nulos: 1.518 (0,92 %) - Válidos: 164.372 - Blancos: 2.709 (1,63 %) - A candidaturas: 161.663  | CDS     | 6.974  | 4,31%  | 0          | =   |
| Encartaciones 14 apoderados (+2)d                        | - Censo: 251.207 - Votantes: 165.890 (66,04 %) - Abstención: 85.317 (33,96 %) - Nulos: 1.518 (0,92 %) - Válidos: 164.372 - Blancos: 2.709 (1,63 %) - A candidaturas: 161.663  | IU-EB   | 3.237  | 2%     | 0          | =   |

a Dos apoderados más respecto de 1983.

b Un apoderado menos respecto de las antiguas circunscripciones de Busturia-Markina y Uribe de 1983.

c Tres apoderados menos respecto de las antiguas circunscripciones de Durango y Arratia-Ibaialdeak de 1983.

d Dos apoderados más respecto de 1983.